# Lista över fornlämningar i Linköpings kommun (Vist)
Lista över fornlämningar i Linköpings kommun (Vist) är en förteckning av ett urval av de fornlämningar som finns i Vist i Linköpings kommun.
| Namn                                    | Lämningstyp                      | Tillkomsttid | Historisk indelning | Plats | Läge                 | ID-nr          | Bild                                      |
| --------------------------------------- | -------------------------------- | ------------ | ------------------- | ----- | -------------------- | -------------- | ----------------------------------------- |
| Vist 3:1                                | Gravfält                         |              | Vist, Östergötland  |       | 58.306573, 15.725195 | 10052500030001 | Ladda upp en bild av detta fornminne      |
| Vist 5:1                                | Stensättning                     |              | Vist, Östergötland  |       | 58.311918, 15.673865 | 10052500050001 | Ladda upp en bild av detta fornminne      |
| Vist 5:2                                | Stensättning                     |              | Vist, Östergötland  |       | 58.311710, 15.673851 | 10052500050002 | Ladda upp en bild av detta fornminne      |
| Vist 5:3                                | Stensättning                     |              | Vist, Östergötland  |       | 58.311638, 15.674039 | 10052500050003 | Ladda upp en bild av detta fornminne      |
| Vist 9:1                                | Stensättning                     |              | Vist, Östergötland  |       | 58.334326, 15.703326 | 10052500090001 | Ladda upp en bild av detta fornminne      |
| Vist 9:2                                | Stensättning                     |              | Vist, Östergötland  |       | 58.334113, 15.703622 | 10052500090002 | Ladda upp en bild av detta fornminne      |
| Vist 10:1                               | Gravfält                         |              | Vist, Östergötland  |       | 58.327347, 15.715289 | 10052500100001 | Ladda upp en bild av detta fornminne      |
| Vist 11:1                               | Gravfält                         |              | Vist, Östergötland  |       | 58.323054, 15.718240 | 10052500110001 | Ladda upp en bild av detta fornminne      |
| Vist 12:1                               | Gravfält                         |              | Vist, Östergötland  |       | 58.322176, 15.718737 | 10052500120001 | Ladda upp en bild av detta fornminne      |
| Vist 13:1                               | Stensättning                     |              | Vist, Östergötland  |       | 58.318204, 15.721080 | 10052500130001 | Ladda upp en bild av detta fornminne      |
| Vist 13:2                               | Stensättning                     |              | Vist, Östergötland  |       | 58.318300, 15.721034 | 10052500130002 | Ladda upp en bild av detta fornminne      |
| Vist 16:1                               | Stensättning                     |              | Vist, Östergötland  |       | 58.332098, 15.720360 | 10052500160001 | Ladda upp en bild av detta fornminne      |
| Vist 17:1                               | Stensättning                     |              | Vist, Östergötland  |       | 58.334550, 15.716518 | 10052500170001 | Ladda upp en bild av detta fornminne      |
| Vist 18:1                               | Stensättning                     |              | Vist, Östergötland  |       | 58.336549, 15.719843 | 10052500180001 | Ladda upp en bild av detta fornminne      |
| Vist 19:1                               | Stensättning                     |              | Vist, Östergötland  |       | 58.332274, 15.722384 | 10052500190001 | Ladda upp en bild av detta fornminne      |
| Vist 20:1                               | Gravfält                         |              | Vist, Östergötland  |       | 58.341703, 15.711708 | 10052500200001 | Ladda upp en bild av detta fornminne      |
| Vist 21:1                               | Stensättning                     |              | Vist, Östergötland  |       | 58.341106, 15.704890 | 10052500210001 | Ladda upp en bild av detta fornminne      |
| Vist 23:1                               | Stensättning                     |              | Vist, Östergötland  |       | 58.329213, 15.755385 | 10052500230001 | Ladda upp en bild av detta fornminne      |
| Vist 24:1                               | Stensättning                     |              | Vist, Östergötland  |       | 58.328197, 15.756394 | 10052500240001 | Ladda upp en bild av detta fornminne      |
| Vist 25:1                               | Gravfält                         |              | Vist, Östergötland  |       | 58.326131, 15.754916 | 10052500250001 | Ladda upp en bild av detta fornminne      |
| Vist 26:1                               | Stensättning                     |              | Vist, Östergötland  |       | 58.317920, 15.734720 | 10052500260001 | Ladda upp en bild av detta fornminne      |
| Vist 26:2                               | Stensättning                     |              | Vist, Östergötland  |       | 58.317817, 15.734864 | 10052500260002 | Ladda upp en bild av detta fornminne      |
| Vist 28:1                               | Stensättning                     |              | Vist, Östergötland  |       | 58.323104, 15.740218 | 10052500280001 | Ladda upp en bild av detta fornminne      |
| Vist 29:1                               | Grav markerad av sten/block      |              | Vist, Östergötland  |       | 58.322460, 15.735870 | 10052500290001 | Ladda upp en bild av detta fornminne      |
| Vist 29:2                               | Stensättning                     |              | Vist, Östergötland  |       | 58.322753, 15.735425 | 10052500290002 | Ladda upp en bild av detta fornminne      |
| Vist 33:1                               | Stensättning                     |              | Vist, Östergötland  |       | 58.338104, 15.760747 | 10052500330001 | Ladda upp en bild av detta fornminne      |
| Vist 35:1                               | Stensättning                     |              | Vist, Östergötland  |       | 58.346140, 15.720997 | 10052500350001 | Ladda upp en bild av detta fornminne      |
| Vist 35:2                               | Stensättning                     |              | Vist, Östergötland  |       | 58.346052, 15.721053 | 10052500350002 | Ladda upp en bild av detta fornminne      |
| Vist 35:3                               | Stensättning                     |              | Vist, Östergötland  |       | 58.345979, 15.720891 | 10052500350003 | Ladda upp en bild av detta fornminne      |
| Vist 35:4                               | Stensättning                     |              | Vist, Östergötland  |       | 58.345588, 15.720901 | 10052500350004 | Ladda upp en bild av detta fornminne      |
| Vist 36:2                               | Stensättning                     |              | Vist, Östergötland  |       | 58.343766, 15.708779 | 10052500360002 | Ladda upp en bild av detta fornminne      |
| Vist 36:3                               | Stensättning                     |              | Vist, Östergötland  |       | 58.343853, 15.708827 | 10052500360003 | Ladda upp en bild av detta fornminne      |
| Vist 38:1                               | Gravfält                         |              | Vist, Östergötland  |       | 58.332888, 15.752886 | 10052500380001 | Ladda upp en bild av detta fornminne      |
| Vist 39:1                               | Stensättning                     |              | Vist, Östergötland  |       | 58.332954, 15.754312 | 10052500390001 | Ladda upp en bild av detta fornminne      |
| Vist 39:2                               | Stensättning                     |              | Vist, Östergötland  |       | 58.333009, 15.754477 | 10052500390002 | Ladda upp en bild av detta fornminne      |
| Vist 39:3                               | Stensättning                     |              | Vist, Östergötland  |       | 58.332951, 15.754623 | 10052500390003 | Ladda upp en bild av detta fornminne      |
| Vist 42:1                               | Gravfält                         |              | Vist, Östergötland  |       | 58.346043, 15.735432 | 10052500420001 | Ladda upp en bild av detta fornminne      |
| Vist 46:1                               | Stensättning                     |              | Vist, Östergötland  |       | 58.285921, 15.746778 | 10052500460001 | Ladda upp en bild av detta fornminne      |
| Vist 47:1                               | Stensättning                     |              | Vist, Östergötland  |       | 58.285487, 15.746480 | 10052500470001 | Ladda upp en bild av detta fornminne      |
| Vist 48:1                               | Stensättning                     |              | Vist, Östergötland  |       | 58.287074, 15.745017 | 10052500480001 | Ladda upp en bild av detta fornminne      |
| Vist 49:1                               | Stensättning                     |              | Vist, Östergötland  |       | 58.288517, 15.741055 | 10052500490001 | Ladda upp en bild av detta fornminne      |
| Vist 49:2                               | Stensättning                     |              | Vist, Östergötland  |       | 58.288627, 15.740912 | 10052500490002 | Ladda upp en till bild av detta fornminne |
| Vist 49:3                               | Stensättning                     |              | Vist, Östergötland  |       | 58.288695, 15.741151 | 10052500490003 | Ladda upp en bild av detta fornminne      |
| Vist 49:4                               | Stensättning                     |              | Vist, Östergötland  |       | 58.288598, 15.741185 | 10052500490004 | Ladda upp en bild av detta fornminne      |
| Vist 49:5                               | Stensättning                     |              | Vist, Östergötland  |       | 58.288944, 15.741530 | 10052500490005 | Ladda upp en bild av detta fornminne      |
| Vist 50:1                               | Stensättning                     |              | Vist, Östergötland  |       | 58.290537, 15.740369 | 10052500500001 | Ladda upp en bild av detta fornminne      |
| Vist 51:1                               | Stensättning                     |              | Vist, Östergötland  |       | 58.296866, 15.733945 | 10052500510001 | Ladda upp en bild av detta fornminne      |
| Bjärkaholms gamla sätesgård (Vist 53:1) | Borg                             |              | Vist, Östergötland  |       | 58.284851, 15.745162 | 10052500530001 | Ladda upp en bild av detta fornminne      |
| Vist 55:1                               | Stensättning                     |              | Vist, Östergötland  |       | 58.292876, 15.754336 | 10052500550001 | Ladda upp en bild av detta fornminne      |
| Vist 55:2                               | Stensättning                     |              | Vist, Östergötland  |       | 58.293009, 15.754193 | 10052500550002 | Ladda upp en bild av detta fornminne      |
| Vist 55:3                               | Stensättning                     |              | Vist, Östergötland  |       | 58.293257, 15.754474 | 10052500550003 | Ladda upp en bild av detta fornminne      |
| Vist 55:4                               | Stensättning                     |              | Vist, Östergötland  |       | 58.293238, 15.754692 | 10052500550004 | Ladda upp en bild av detta fornminne      |
| Vist 56:1                               | Stensättning                     |              | Vist, Östergötland  |       | 58.290731, 15.754269 | 10052500560001 | Ladda upp en bild av detta fornminne      |
| Vist 57:1                               | Stensättning                     |              | Vist, Östergötland  |       | 58.292680, 15.751065 | 10052500570001 | Ladda upp en bild av detta fornminne      |
| Vist 58:1                               | Stensättning                     |              | Vist, Östergötland  |       | 58.295599, 15.747097 | 10052500580001 | Ladda upp en till bild av detta fornminne |
| Vist 58:2                               | Stensättning                     |              | Vist, Östergötland  |       | 58.295528, 15.746306 | 10052500580002 | Ladda upp en bild av detta fornminne      |
| Vist 58:3                               | Stensättning                     |              | Vist, Östergötland  |       | 58.295697, 15.746140 | 10052500580003 | Ladda upp en till bild av detta fornminne |
| Vist 59:1                               | Stensättning                     |              | Vist, Östergötland  |       | 58.295029, 15.749085 | 10052500590001 | Ladda upp en bild av detta fornminne      |
| Vist 60:1                               | Stensättning                     |              | Vist, Östergötland  |       | 58.295203, 15.742432 | 10052500600001 | Ladda upp en bild av detta fornminne      |
| Vist 61:1                               | Stensättning                     |              | Vist, Östergötland  |       | 58.287139, 15.756254 | 10052500610001 | Ladda upp en bild av detta fornminne      |
| Vist 61:2                               | Stensättning                     |              | Vist, Östergötland  |       | 58.287159, 15.755270 | 10052500610002 | Ladda upp en bild av detta fornminne      |
| Vist 61:3                               | Stensättning                     |              | Vist, Östergötland  |       | 58.287440, 15.755690 | 10052500610003 | Ladda upp en bild av detta fornminne      |
| Vist 64:1                               | Stensättning                     |              | Vist, Östergötland  |       | 58.281187, 15.747637 | 10052500640001 | Ladda upp en bild av detta fornminne      |
| Vist 64:2                               | Stensättning                     |              | Vist, Östergötland  |       | 58.280990, 15.747449 | 10052500640002 | Ladda upp en bild av detta fornminne      |
| Vist 65:1                               | Stensättning                     |              | Vist, Östergötland  |       | 58.282098, 15.746151 | 10052500650001 | Ladda upp en bild av detta fornminne      |
| Vist 66:1                               | Stensättning                     |              | Vist, Östergötland  |       | 58.280610, 15.748947 | 10052500660001 | Ladda upp en bild av detta fornminne      |
| Vist 67:1                               | Stensättning                     |              | Vist, Östergötland  |       | 58.269351, 15.754220 | 10052500670001 | Ladda upp en bild av detta fornminne      |
| Vist 67:2                               | Stensättning                     |              | Vist, Östergötland  |       | 58.269283, 15.754040 | 10052500670002 | Ladda upp en bild av detta fornminne      |
| Vist 68:1                               | Stensättning                     |              | Vist, Östergötland  |       | 58.268746, 15.753997 | 10052500680001 | Ladda upp en bild av detta fornminne      |
| Vist 71:1                               | Stensättning                     |              | Vist, Östergötland  |       | 58.300987, 15.721595 | 10052500710001 | Ladda upp en till bild av detta fornminne |
| Vist 71:2                               | Stensättning                     |              | Vist, Östergötland  |       | 58.301168, 15.721578 | 10052500710002 | Ladda upp en bild av detta fornminne      |
| Vist 71:3                               | Stensättning                     |              | Vist, Östergötland  |       | 58.301261, 15.721442 | 10052500710003 | Ladda upp en bild av detta fornminne      |
| Vist 71:4                               | Stensättning                     |              | Vist, Östergötland  |       | 58.301349, 15.720873 | 10052500710004 | Ladda upp en till bild av detta fornminne |
| Vist 72:1                               | Stensättning                     |              | Vist, Östergötland  |       | 58.301664, 15.718661 | 10052500720001 | Ladda upp en bild av detta fornminne      |
| Vist 72:2                               | Röse                             |              | Vist, Östergötland  |       | 58.301541, 15.718579 | 10052500720002 | Ladda upp en bild av detta fornminne      |
| Vist 72:3                               | Stensättning                     |              | Vist, Östergötland  |       | 58.301473, 15.718760 | 10052500720003 | Ladda upp en bild av detta fornminne      |
| Vist 72:4                               | Stensättning                     |              | Vist, Östergötland  |       | 58.301254, 15.718706 | 10052500720004 | Ladda upp en bild av detta fornminne      |
| Vist 74:1                               | Röse                             |              | Vist, Östergötland  |       | 58.296153, 15.711278 | 10052500740001 | Ladda upp en till bild av detta fornminne |
| Vist 75:1                               | Stensättning                     |              | Vist, Östergötland  |       | 58.271606, 15.771387 | 10052500750001 | Ladda upp en bild av detta fornminne      |
| Vist 83:1                               | Stensättning                     |              | Vist, Östergötland  |       | 58.276543, 15.765264 | 10052500830001 | Ladda upp en bild av detta fornminne      |
| Vist 83:2                               | Stensättning                     |              | Vist, Östergötland  |       | 58.276428, 15.765216 | 10052500830002 | Ladda upp en bild av detta fornminne      |
| Bos sten (Vist 87:1)                    | Grav markerad av sten/block      |              | Vist, Östergötland  |       | 58.286679, 15.743462 | 10052500870001 | Ladda upp en bild av detta fornminne      |
| Vist 89:1                               | Stensättning                     |              | Vist, Östergötland  |       | 58.262719, 15.733931 | 10052500890001 | Ladda upp en bild av detta fornminne      |
| Vist 90:1                               | Röse                             |              | Vist, Östergötland  |       | 58.254513, 15.733649 | 10052500900001 | Ladda upp en bild av detta fornminne      |
| Vist 92:1                               | Stensättning                     |              | Vist, Östergötland  |       | 58.264492, 15.766324 | 10052500920001 | Ladda upp en bild av detta fornminne      |
| Vist 93:1                               | Stensättning                     |              | Vist, Östergötland  |       | 58.264692, 15.767414 | 10052500930001 | Ladda upp en bild av detta fornminne      |
| Vist 93:2                               | Stensättning                     |              | Vist, Östergötland  |       | 58.264812, 15.767339 | 10052500930002 | Ladda upp en bild av detta fornminne      |
| Vist 124:1                              | Runristning                      |              | Vist, Östergötland  |       | 58.329375, 15.728312 | 10052501240001 | Ladda upp en till bild av detta fornminne |
| Vist 127:1                              | Stensättning                     |              | Vist, Östergötland  |       | 58.279839, 15.773207 | 10052501270001 | Ladda upp en bild av detta fornminne      |
| Vist 131:1                              | Gravfält                         |              | Vist, Östergötland  |       | 58.297672, 15.676504 | 10052501310001 | Ladda upp en bild av detta fornminne      |
| Vist 138:1                              | Stensättning                     |              | Vist, Östergötland  |       | 58.338599, 15.722968 | 10052501380001 | Ladda upp en bild av detta fornminne      |
| Vist 139:1                              | Hällristning                     |              | Vist, Östergötland  |       | 58.329628, 15.744789 | 10052501390001 | Ladda upp en bild av detta fornminne      |
| Vist 140:1                              | Gravfält                         |              | Vist, Östergötland  |       | 58.329084, 15.742115 | 10052501400001 | Ladda upp en bild av detta fornminne      |
| Vist 142:1                              | Gravfält                         |              | Vist, Östergötland  |       | 58.327592, 15.744999 | 10052501420001 | Ladda upp en bild av detta fornminne      |
| Vist 143:1                              | Gravfält                         |              | Vist, Östergötland  |       | 58.328779, 15.742779 | 10052501430001 | Ladda upp en bild av detta fornminne      |
| Vist 144:1                              | Hällristning                     |              | Vist, Östergötland  |       | 58.317592, 15.729433 | 10052501440001 | Ladda upp en bild av detta fornminne      |
| Vist 145:1                              | Hällristning                     |              | Vist, Östergötland  |       | 58.317534, 15.728367 | 10052501450001 | Ladda upp en bild av detta fornminne      |
| Vist 145:2                              | Hällristning                     |              | Vist, Östergötland  |       | 58.317427, 15.727826 | 10052501450002 | Ladda upp en bild av detta fornminne      |
| Vist 146:1                              | Hällristning                     |              | Vist, Östergötland  |       | 58.316892, 15.731040 | 10052501460001 | Ladda upp en bild av detta fornminne      |
| Vist 147:1                              | Stensättning                     |              | Vist, Östergötland  |       | 58.317608, 15.739727 | 10052501470001 | Ladda upp en bild av detta fornminne      |
| Vist 151:1                              | Hällristning                     |              | Vist, Östergötland  |       | 58.326414, 15.726815 | 10052501510001 | Ladda upp en bild av detta fornminne      |
| Vist 152:1                              | Stensättning                     |              | Vist, Östergötland  |       | 58.294366, 15.752760 | 10052501520001 | Ladda upp en bild av detta fornminne      |
| Vist 152:2                              | Stensättning                     |              | Vist, Östergötland  |       | 58.294244, 15.752913 | 10052501520002 | Ladda upp en bild av detta fornminne      |
| Vist 154:1                              | Hällristning                     |              | Vist, Östergötland  |       | 58.334974, 15.770843 | 10052501540001 | Ladda upp en bild av detta fornminne      |
| Vist 154:2                              | Hällristning                     |              | Vist, Östergötland  |       | 58.335065, 15.770688 | 10052501540002 | Ladda upp en bild av detta fornminne      |
| Vist 155:1                              | Stensättning                     |              | Vist, Östergötland  |       | 58.315854, 15.731528 | 10052501550001 | Ladda upp en bild av detta fornminne      |
| Vist 156:1                              | Hällristning                     |              | Vist, Östergötland  |       | 58.322032, 15.735318 | 10052501560001 | Ladda upp en bild av detta fornminne      |
| Vist 157:1                              | Hällristning                     |              | Vist, Östergötland  |       | 58.321516, 15.735485 | 10052501570001 | Ladda upp en bild av detta fornminne      |
| Vist 158:1                              | Stensättning                     |              | Vist, Östergötland  |       | 58.342763, 15.709298 | 10052501580001 | Ladda upp en bild av detta fornminne      |
| Vist 163:1                              | Stensättning                     |              | Vist, Östergötland  |       | 58.261042, 15.735450 | 10052501630001 | Ladda upp en bild av detta fornminne      |
| Vist 169:1                              | Stensättning                     |              | Vist, Östergötland  |       | 58.302524, 15.720930 | 10052501690001 | Ladda upp en bild av detta fornminne      |
| Vist 182:1                              | Hällristning                     |              | Vist, Östergötland  |       | 58.312410, 15.720065 | 10052501820001 | Ladda upp en bild av detta fornminne      |
| Vist 186:1                              | Stensättning                     |              | Vist, Östergötland  |       | 58.330817, 15.702411 | 10052501860001 | Ladda upp en bild av detta fornminne      |
| Vist 190:1                              | Hällristning                     |              | Vist, Östergötland  |       | 58.332283, 15.702966 | 10052501900001 | Ladda upp en bild av detta fornminne      |
| Vist 191:1                              | Hällristning                     |              | Vist, Östergötland  |       | 58.332220, 15.705879 | 10052501910001 | Ladda upp en bild av detta fornminne      |
| Vist 191:2                              | Hällristning                     |              | Vist, Östergötland  |       | 58.332290, 15.705951 | 10052501910002 | Ladda upp en bild av detta fornminne      |
| Vist 200:1                              | Stensättning                     |              | Vist, Östergötland  |       | 58.298199, 15.675700 | 10052502000001 | Ladda upp en bild av detta fornminne      |
| Vist 206:1                              | Stensättning                     |              | Vist, Östergötland  |       | 58.276007, 15.764544 | 10052502060001 | Ladda upp en bild av detta fornminne      |
| Vist 209:1                              | Stensättning                     |              | Vist, Östergötland  |       | 58.268278, 15.756669 | 10052502090001 | Ladda upp en bild av detta fornminne      |
| Vist 210:1                              | Stensättning                     |              | Vist, Östergötland  |       | 58.268066, 15.750519 | 10052502100001 | Ladda upp en bild av detta fornminne      |
| Vist 211:1                              | Stensättning                     |              | Vist, Östergötland  |       | 58.273196, 15.748249 | 10052502110001 | Ladda upp en bild av detta fornminne      |
| Vist 212:1                              | Stensättning                     |              | Vist, Östergötland  |       | 58.274091, 15.748262 | 10052502120001 | Ladda upp en bild av detta fornminne      |
| Vist 213:1                              | Stensättning                     |              | Vist, Östergötland  |       | 58.282690, 15.745741 | 10052502130001 | Ladda upp en bild av detta fornminne      |
| Vist 214:1                              | Stensättning                     |              | Vist, Östergötland  |       | 58.277314, 15.747593 | 10052502140001 | Ladda upp en bild av detta fornminne      |
| Vist 214:2                              | Stensättning                     |              | Vist, Östergötland  |       | 58.277458, 15.747872 | 10052502140002 | Ladda upp en bild av detta fornminne      |
| Vist 214:3                              | Stensättning                     |              | Vist, Östergötland  |       | 58.277592, 15.747692 | 10052502140003 | Ladda upp en bild av detta fornminne      |
| Vist 214:4                              | Stensättning                     |              | Vist, Östergötland  |       | 58.277080, 15.747313 | 10052502140004 | Ladda upp en bild av detta fornminne      |
| Vist 215:1                              | Stensättning                     |              | Vist, Östergötland  |       | 58.276056, 15.748607 | 10052502150001 | Ladda upp en bild av detta fornminne      |
| Vist 215:2                              | Husgrund, förhistorisk/medeltida |              | Vist, Östergötland  |       | 58.276139, 15.748369 | 10052502150002 | Ladda upp en bild av detta fornminne      |
| Hjortkälla (Vist 219:1)                 | Lägenhetsbebyggelse              |              | Vist, Östergötland  |       | 58.328221, 15.667128 | 10052502190001 | Ladda upp en bild av detta fornminne      |
| Vist 222:1                              | Fornborg                         |              | Vist, Östergötland  |       | 58.332392, 15.696055 | 10052502220001 | Ladda upp en bild av detta fornminne      |
| Vist 223:1                              | Stensättning                     |              | Vist, Östergötland  |       | 58.326827, 15.712112 | 10052502230001 | Ladda upp en bild av detta fornminne      |
| Vist 223:2                              | Stensättning                     |              | Vist, Östergötland  |       | 58.326662, 15.712164 | 10052502230002 | Ladda upp en bild av detta fornminne      |
| Vist 223:3                              | Stensättning                     |              | Vist, Östergötland  |       | 58.326570, 15.712642 | 10052502230003 | Ladda upp en bild av detta fornminne      |
| Vist 224:1                              | Stensättning                     |              | Vist, Östergötland  |       | 58.326625, 15.703839 | 10052502240001 | Ladda upp en bild av detta fornminne      |
| Vist 229:1                              | Stensättning                     |              | Vist, Östergötland  |       | 58.304298, 15.714391 | 10052502290001 | Ladda upp en bild av detta fornminne      |
| Vist 229:2                              | Stensättning                     |              | Vist, Östergötland  |       | 58.304157, 15.714569 | 10052502290002 | Ladda upp en bild av detta fornminne      |
| Vist 229:3                              | Stensättning                     |              | Vist, Östergötland  |       | 58.304260, 15.714751 | 10052502290003 | Ladda upp en bild av detta fornminne      |
| Vist 230:1                              | Gravfält                         |              | Vist, Östergötland  |       | 58.341140, 15.708300 | 10052502300001 | Ladda upp en bild av detta fornminne      |
| Vist 231:1                              | Stensättning                     |              | Vist, Östergötland  |       | 58.341259, 15.719214 | 10052502310001 | Ladda upp en bild av detta fornminne      |
| Vist 236:1                              | Stensättning                     |              | Vist, Östergötland  |       | 58.325061, 15.707537 | 10052502360001 | Ladda upp en bild av detta fornminne      |
| Vist 237:1                              | Stensättning                     |              | Vist, Östergötland  |       | 58.333769, 15.706676 | 10052502370001 | Ladda upp en bild av detta fornminne      |
| Landeryd 66:1                           | Fornborg                         |              | Vist, Östergötland  |       | 58.342609, 15.701834 | 10045800660001 | Ladda upp en bild av detta fornminne      |